# Calwa
Calwa (vroeger Calwa City) is een plaats (census-designated place) in de Amerikaanse staat Californië en valt bestuurlijk gezien onder Fresno County. Bij de census van 2010 telde de plaats 2.052 inwoners en met een oppervlakte van 1,617 km² bedroeg de bevolkingsdichtheid 1.269 inwoners per vierkante kilometer. De naam is een acroniem van de California Wine Association (CalWA).

## Geografie
Calwa ligt in het midden van de staat zo'n 6,5 kilometer ten zuidoosten van het centrum van Fresno op 89 m boven zeeniveau. De plaats is zo goed als vastgegroeid aan de grootste stad van de county. Calwa beslaat een oppervlakte van 1,617 km², dat allemaal uit land bestaat.

### Plaatsen in de nabije omgeving
De onderstaande figuur toont nabijgelegen plaatsen in een straal van 16 km rond Calwa.

## Demografie
Bij de volkstelling in 2010 werd het aantal inwoners vastgesteld op 2.052, terwijl het aantal in 2000 maar 762 bedroeg. Dit komt neer op een stijging van ongeveer 169%, meer dan een verdubbeling. De gemiddelde leeftijd van de bevolking in 2010 was ruim 25 jaar. Bijna de helft van de inwoners was blank (48,5%) en een groot deel (41,2%) behoorde tot een ander ras dan de Afro-Amerikanen (1,2%), de indianen (3,3%), de Aziaten (2,1%) en mensen van eilanden in de Grote Oceaan (0,4%). Daarnaast was zo'n 90% hispanic, waarvan het merendeel uit Mexico afkomstig was; de hispanics (of latino's) zijn geen apart ras en kunnen in principe tot elk van de bovengenoemde rassen behoren.

## Verkeer en vervoer
Calwa ligt ten oosten van de California State Route 99, een belangrijke noord-zuidverbinding in Californië. Het stratennet is aangesloten op dat van Fresno en de plaats wordt aangedaan door bussen van de Fresno Area Express.